# Ryskee
Paul de Homem-Christo, bedre kendt som Ryskee, er en house-producer fra Frankrig.